# Королёв, Николай Алексеевич
Николай Алексеевич Королёв (1913, Котово, Московская губерния — 1938, Москва) — чемпион СССР по лыжным гонкам 1937 года. Мастер спорта СССР.
Выступал за спортивное общество «Спартак». Учился в Институте физкультуры на втором курсе.
На чемпионате СССР по лыжным гонкам 1937 года стал чемпионом в гонке на 20 км и серебряным призёром в гонке на 50 км.
31 января 1938 года был арестован и приговорен к расстрелу. Проходил по сфабрикованному делу о «контрреволюционной шпионско-террористической организации в системе физкультурных организаций в г. Москве» по обвинению в замышлени террористический акт против советского правительства.